# Семь воронов (фильм)
«Семь во́ронов» (чеш. Sedmero krkavců) — чешский фильм 1993 года по одноимённой сказке Божены Немцовой на популярный сказочный сюжет, перекликающийся с сказкой «Семь воронов» братьев Гримм, сказкой «Дикие лебеди» Андерсена и другими.

## Сюжет
Рассердившись на семерых шаливших сыновей, мать прокляла их, они превратились в воронов и улетели. Через много лет их сестра Бо́гданка узнала об этом и отправилась на поиски братьев. Пройдя трудный путь, Богданка находит заколдованных братьев. Они рассказывают ей, что для того, чтобы снять заклятье, ей нужно сшить семь рубашек из крапивного полотна, причём крапиву нарвать голыми руками и за всё время работы не проронить ни звука. Братья оставляют сестру в пещере с прялкой и улетают.
В пещере Богданку находит местный герцог Вратислав, влюбляется и забирает её в свой замок. В замке девушка продолжает работать без отдыха. Придворные, видя красоту и молчаливость Богданки, то, что она постоянно работает, принимают её за ведьму. Эти настроения умело использует Милада — жаждущая власти сестра Вратислава. Она подменяет новорожденного ребёнка Богданки на чёрного котёнка, убивает служанку Иоганну, подружившуюся с Богданкой, и пытается убедить Вратислава в том, что его жена колдунья. Давшая обет молчания Богданка не может ответить на расспросы Вратислава. Пользуясь своим влиянием Милада отправляет Богданку на костёр.
Богданка до последней минуты шила рубашки и уже на костре призвала своих братьев. Надев рубашки вороны обращаются людьми и открывают глаза Вратислава на козни его сестры и слуги Хртэ. Разъярённая толпа набрасывается и растерзывает Миладу и Хртэ. Вратислав принимает решение покинуть проклятый замок.
Семь братьев и Богданка с Вратиславом и ребёнком, которого в тайне сохранили братья, возвращаются к родителям.

## В ролях
- Мария Подградская — Бо́гданка
- Михал Длоуги — Вратислав
- Ивана Хилкова — Милада, сестра Вратислава
- Радослав Брзобогаты — отец
- Яна Главачова  — мать
- Мартин Ружек
- Зора Яндова
- Моника Коброва
- Борис Роснер — Тассо
- Алена Кройцманова
- Лукас Кантор
- Игорь Ондричек
- Хелена Биллова
- Марчела Дуррова
- Яна Газдикова
- Иван Хора